# Ostha basiflavata
Ostha basiflavata är en fjärilsart som beskrevs av Walker 1862. Ostha basiflavata ingår i släktet Ostha och familjen nattflyn. Inga underarter finns listade i Catalogue of Life.